# 境橋 (笹目川)

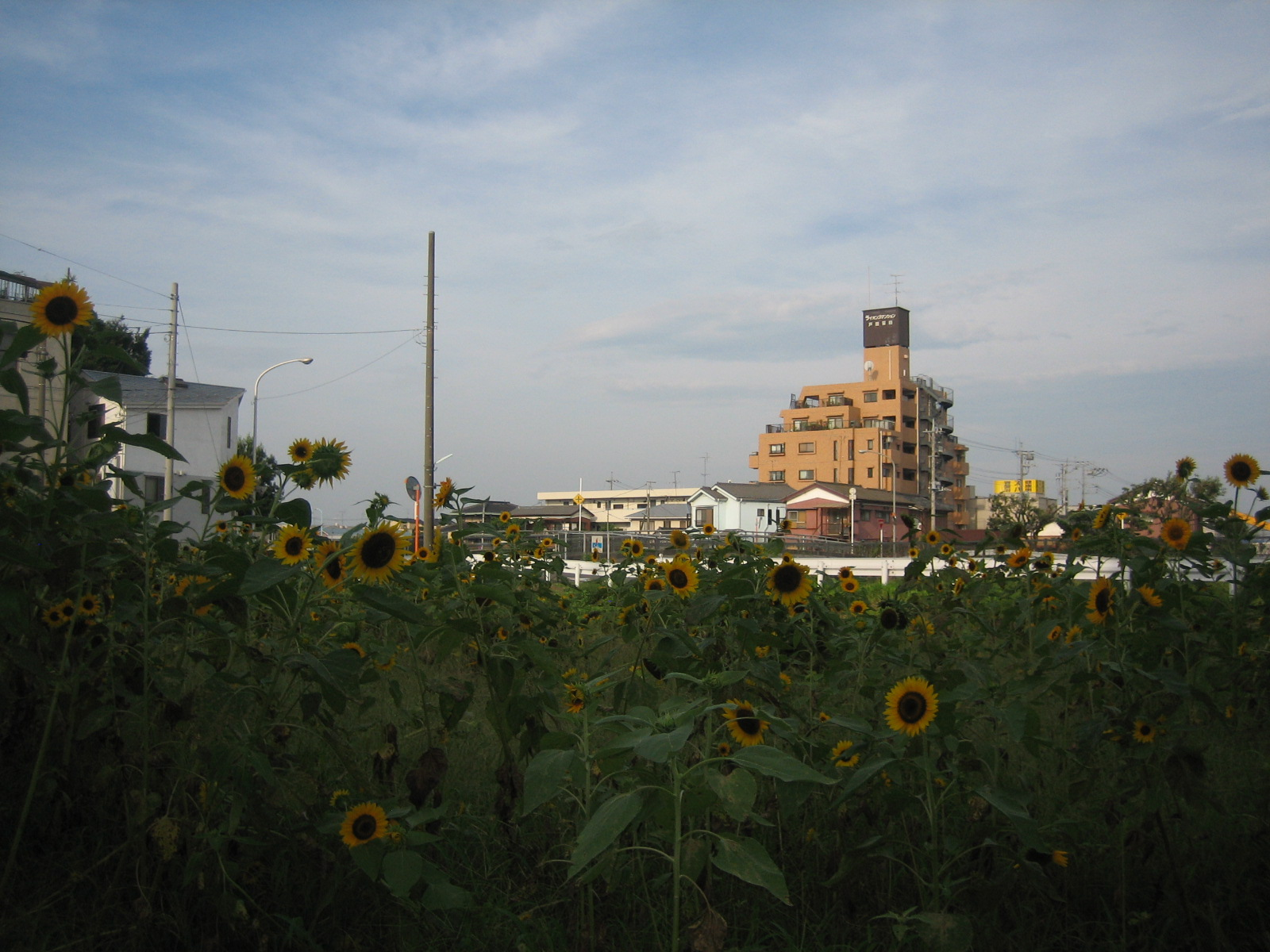
橋の全景。ひまわりの花と共に（2007年8月4日撮影）

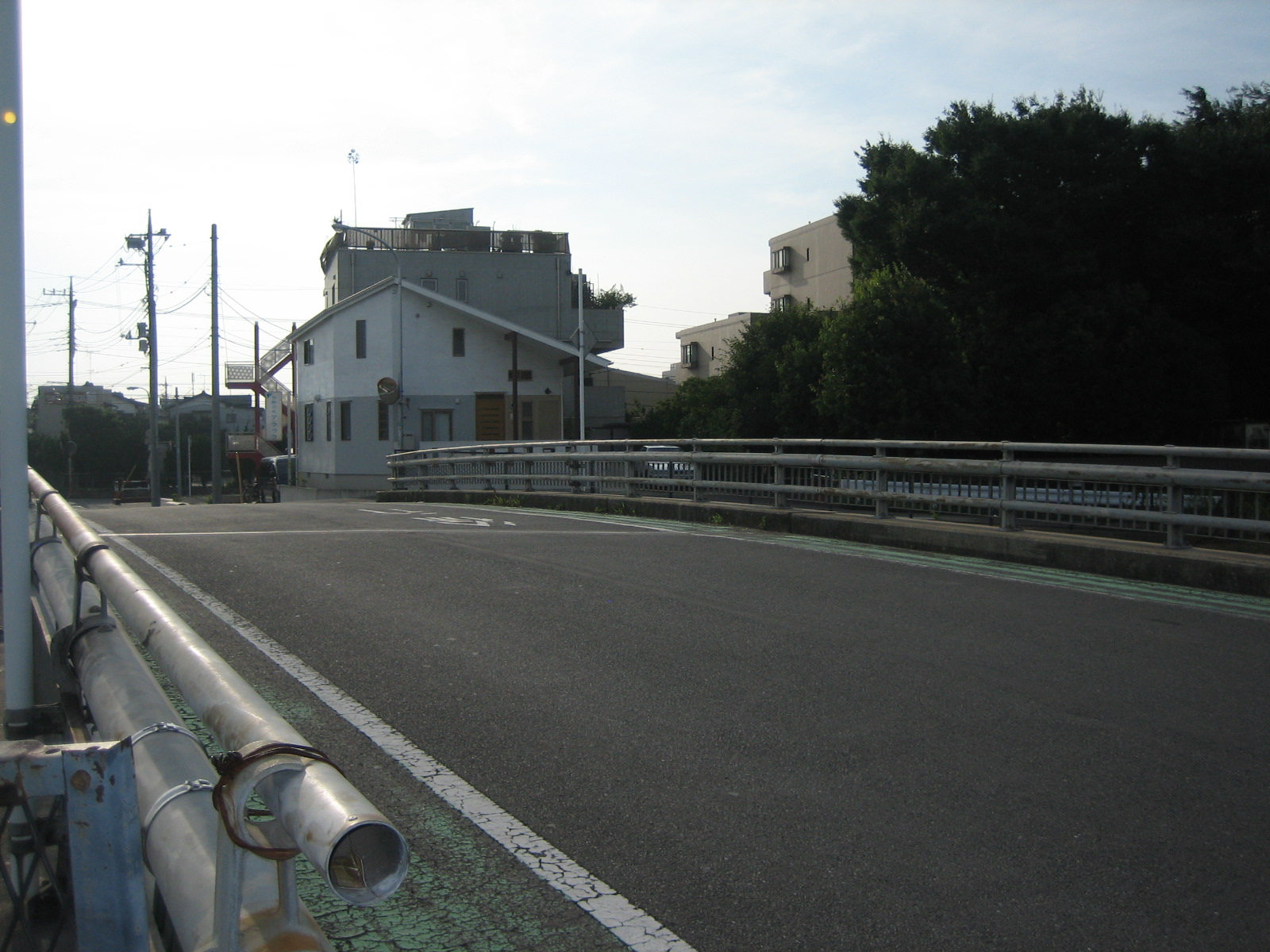
橋入口（2007年8月4日撮影）

境橋（さかいはし）は、埼玉県戸田市の笹目川にかかる橋の一つである。

## 概要
- 笹目川にかかる橋で、北（さいたま市方面）から16番目（北戸田駅にかかる埼京線と新幹線の橋も含めれば17番目）・南（東京都方面）から8番目の橋として位置している。
- 笹目川に架かる橋の中では中間ほどの大きさ。隣の山宮橋が大きな通りを通しているため、こちらの橋は交通量は控えめ。
- 通している道は戸田市の市道でこの道をまっすぐ東へ歩くと戸田駅に到着する。いわゆる駅前通りの一つであるが距離が離れているため、相応らしくない。

## 沿革
- 大正時代は付近の「梅の木稲荷」の参拝者で大変賑わった通りであったが、現在ではその面影もない。また農耕道としても利用されていたとされているが定かではない。
- 名前の由来は、戸田市の「笹目地区」と「新曽地区」の境に位置していることから名づけられた。

## データ
竣工
1990年（平成2年）2月
橋長
36.10m
幅員
8.03m
車道部
7.53m
路肩部
0.50m
形状
斜橋

## 橋の周辺
主に住宅街が広がる。
- 戸田市コミュニティバス『toco』西循環
  - 「境橋」バス停
  - 「新曽芦原」バス停

## 隣の橋
- 笹目川

芦原橋 - 小堤橋 - 境橋  - 山宮橋 - 山宮下橋